# Burhinus superciliaris
Burhinus superciliaris là một loài chim trong họ Burhinidae.
Nó được tìm thấy ở Chile, Ecuador, và Peru. Môi trường sống tự nhiên của nó là rừng cây bụi khô nhiệt đới hoặc cận nhiệt đới, vùng đất ngập nước theo mùa nhiệt đới hoặc cận nhiệt đới hay vùng đồng bằng trảng cỏ và đồng cỏ.

## Hình ảnh

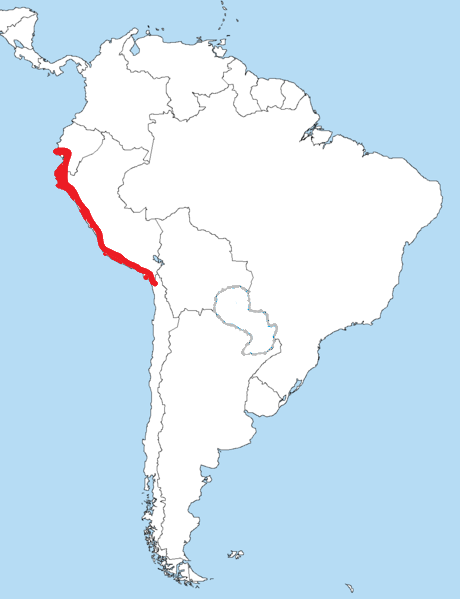
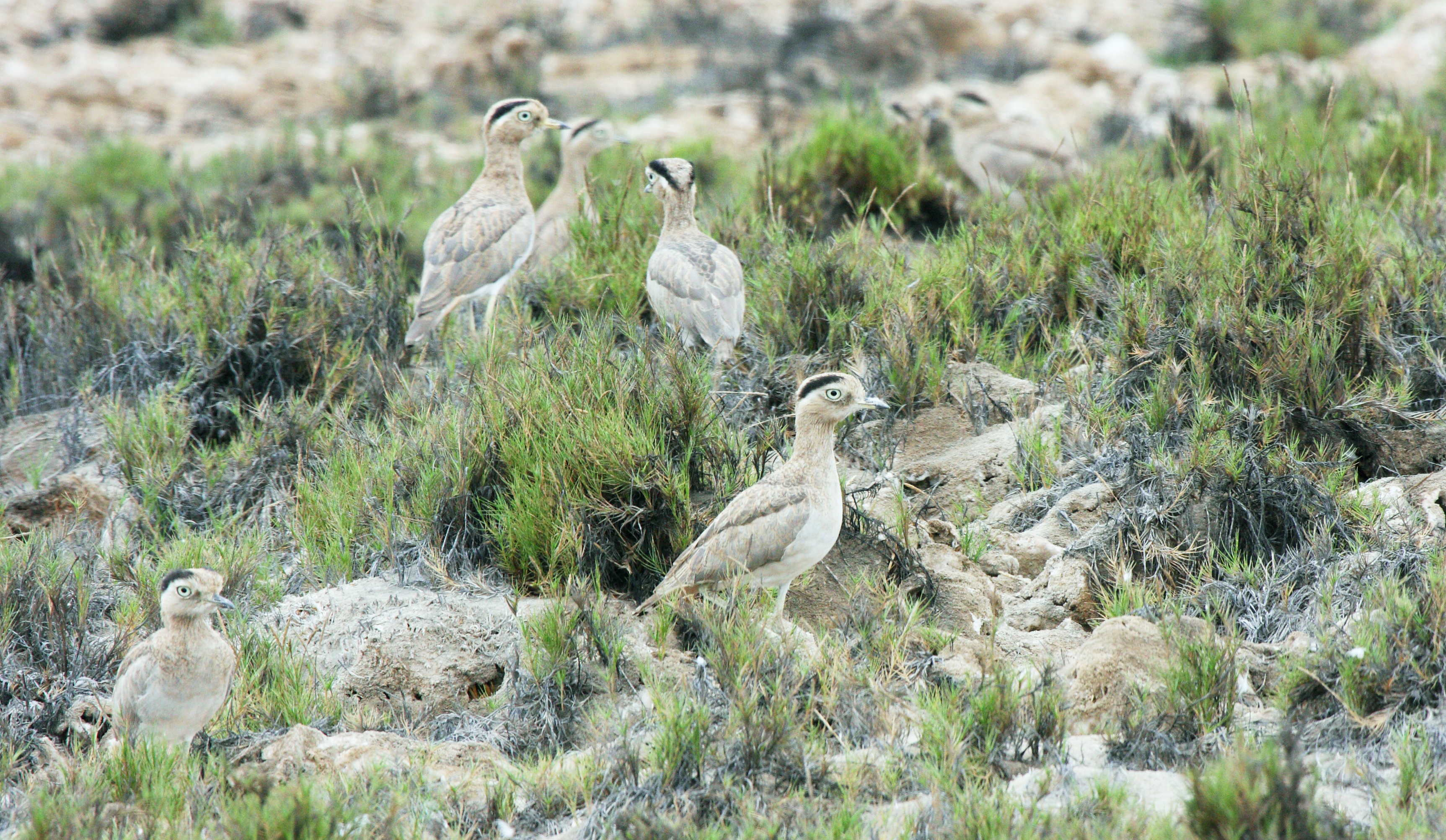